# Allocosa glochidea
Allocosa glochidea este o specie de păianjeni din genul Allocosa, familia Lycosidae, descrisă de Roewer, 1959.
Este endemică în Namibia. Conform Catalogue of Life specia Allocosa glochidea nu are subspecii cunoscute.